# Taeniodera chewi
Taeniodera chewi är en skalbaggsart som beskrevs av Legrand 2000. Taeniodera chewi ingår i släktet Taeniodera och familjen Cetoniidae. Inga underarter finns listade i Catalogue of Life.